# 346889 Rhiphonos
346889 Rhiphonos este o planetă minoră (asteroid), cu un diametru de 23,2 km, din Centaur. A fost descoperită pe 28 august 2009 la  de Spețialnaia astrofiziceskaia observatoria RAN⁠(d). 
Obiectul prezintă o orbită caracterizată de o semiaxă mare de 10,767486661284 UAi, o excentricitate de 0,443, o înclinație de 19,9 ° în raport cu ecliptica.